# Columellia subsessilis
Columellia subsessilis är en tvåhjärtbladig växtart som beskrevs av Schlechter. Columellia subsessilis ingår i släktet Columellia och familjen Columelliaceae. Inga underarter finns listade.